# Terry Yake
Terrence Donald „Terry“ Yake (* 22. Oktober 1968 in New Westminster, British Columbia) ist ein ehemaliger kanadischer Eishockeyspieler und -trainer, der im Verlauf seiner aktiven Karriere zwischen 1988 und 2001 unter anderem 435 Spiele für die Hartford Whalers, Mighty Ducks of Anaheim, Toronto Maple Leafs, St. Louis Blues und Washington Capitals in der National Hockey League (NHL) auf der Position des Centers bestritten hat. Darüber hinaus absolvierte Yake weitere 158 Partien in der Deutschen Eishockey Liga (DEL).

## Karriere
Terry Yake begann seine Karriere bei den Brandon Wheat Kings, für die er von 1984 bis 1988 vier Jahre lang in der Western Hockey League (WHL) spielte. In dieser Zeit wurde er während des NHL Entry Draft 1987 in der vierten Runde als insgesamt 81. Spieler von den Hartford Whalers aus der National Hockey League (NHL) ausgewählt. Die folgenden fünf Jahre spielte er sowohl für die Hartford Whalers in der NHL, als auch für deren Farmteams aus der American Hockey League (AHL), die Binghamton Whalers und die Springfield Indians. Dabei gewann der Stürmer mit den Indians im Frühjahr 1991 die Meisterschaft der AHL in Form des Calder Cups.
Während des NHL Expansion Draft 1993 verpflichteten die neu gegründeten Mighty Ducks of Anaheim den Kanadier. Obwohl Yake in allen 82 Spielen der regulären Saison zum Einsatz gekommen war, wurde er Ende September 1994 im Tausch für David Sacco an die Toronto Maple Leafs abgegeben. Diese verliehen ihn aufgrund des Lockouts zum Beginn der NHL-Spielzeit 1994/95 an die Denver Grizzlies aus der International Hockey League (IHL), so dass er nur 19 Spiele für die Maple Leafs bestritt. Mit den Grizzlies gewann Yake am Saisonende den Turner Cup. Während der Saison 1995/96 stand der Angreifer ausschließlich für Denvers Ligakonkurrenten Milwaukee Admirals in der IHL auf dem Eis.
Zwar nahmen ihn die Buffalo Sabres im Sommer 1996 als Free Agent unter Vertrag, jedoch kam er in der Saison 1996/97 ausschließlich für deren damaliges AHL-Farmteam Rochester Americans zum Einsatz. Ebenfalls als Free Agent wechselte der Kanadier im Sommer 1997 in die Organisation der St. Louis Blues. Dort gelang ihm schließlich der dauerhafte Sprung in den NHL-Kader, so dass er dort zunächst zwei Jahre auflief. Im Rahmen des NHL Expansion Draft 1999 wurde Yake von den neu gegründeten Atlanta Thrashers ausgewählt. St. Louis war aber nur zwei Monate später den Stürmer über den NHL Waiver Draft im September 1999 in ihr Franchise zurückzuholen. Erst im Januar verloren die Blues ihn über den Waiver an den Ligakonkurrenten Washington Capitals.
Nachdem der Center seinen Stammplatz im Verlauf der Saison 2000/01 abermals verloren hatte, wechselte er im Sommer 2001 nach Europa, um dort seine Karriere fortzusetzen. Von 2001 bis 2004 lief Yake jeweils eine Spielzeit für die Moskitos Essen, Nürnberg Ice Tigers und Krefeld Pinguine in der Deutschen Eishockey Liga (DEL) auf. Während dieser Zeit nahm er zweimal am DEL All-Star Game teil. Nach einer einjährigen Pause spielte Yake in der Saison 2005/06 beim HC Martigny und EHC Visp in der Schweizer Nationalliga B (NLB). Ebenso kam er zu einigen Einsätzen für den Genève-Servette HC in der Nationalliga A (NLA). Im Anschluss folgten zwei weitere Jahre in Visp in der NLB – die letzte davon in der Position als Spielertrainer – sowie eine weitere Saison beim Ligarivalen Lausanne HC. Dort wurde er im Januar 2009 ebenfalls zum Spielertrainer ernannt, nachdem sein Vorgänger Dany Gélinas entlassen worden war. Mit Lausanne feierte Yake in der Folge den Meisterschaftsgewinn der NLB und beendete daraufhin seine aktive Karriere im Alter von 40 Jahren. Die folgende Spielzeit blieb er aber weiterhin Cheftrainer in Lausanne, ehe er im Dezember 2009 entlassen und durch John Van Boxmeer ersetzt wurde.
Im Amateurbereich gewann Yake in den folgenden Jahren mit den South East Prairie Thunder zweimal den prestigeträchtigen Allan Cup.

## Erfolge und Auszeichnungen
| - 1991 Calder-Cup-Gewinn mit den Springfield Indians - 1995 Turner-Cup-Gewinn mit den Denver Grizzlies - 2002 Teilnahme am DEL All-Star Game - 2003 Teilnahme am DEL All-Star Game | - 2007 Bester Vorlagengeber der NLB-Playoffs (gemeinsam mit Alexandre Tremblay) - 2009 Meister der NLB mit dem Lausanne HC - 2012 Allan-Cup-Gewinn mit den South East Prairie Thunder - 2015 Allan-Cup-Gewinn mit den South East Prairie Thunder |

## Karrierestatistik
(Legende zur Spielerstatistik: Sp oder GP = absolvierte Spiele; T oder G = erzielte Tore; V oder A = erzielte Assists; Pkt oder Pts = erzielte Scorerpunkte; SM oder PIM = erhaltene Strafminuten; +/− = Plus/Minus-Bilanz; PP = erzielte Überzahltore; SH = erzielte Unterzahltore; GW = erzielte Siegtore; 1 Play-downs/Relegation; Kursiv: Statistik nicht vollständig)